# Leptochelia erythraea
Leptochelia erythraea är en kräftdjursart som först beskrevs av Robby August Kossmann 1880.  Leptochelia erythraea ingår i släktet Leptochelia och familjen Leptocheliidae. Inga underarter finns listade i Catalogue of Life.